# Potamotrygon
Potamotrygon è un genere di razze d'acqua dolce della famiglia Potamotrygonidae originaria dei fiumi del Sud America, e molto apprezzate nel commercio acquariofilo.
Come altre razze, i pesci di questo genere hanno dei pungiglioni velenosi alla base della coda, e le loro punture sono molto pericolose per l'uomo. Si dice che i nativi del Sud America temano queste razze più di quanto temano i piranha.
Le varie specie di Potamotrygon variano notevolmente per colore, motivi e dimensioni, con la larghezza massima del disco che va da 31 centimetri (1 piede) in P. wallacei, a 1,5 metri (5 piedi) in P. brachyura.

## Acquariofilia
Sebbene diversi generi di razze d'acqua dolce siano presenti in commercio, la maggior parte degli esemplari in vendita proviene fanno parte del genere Potamotrygon. Questi pesci sono più a loro agio su un fondale con un substrato profondo e sabbioso, in cui possano seppellirsi, lasciando visibili solo gli occhi. Questi pesci non sono territoriali e possono condividere il loro spazio con altri animali, e possono essere tenuti in gruppo, a condizione che sia fornito un acquario abbastanza grande. Sono carnivori di fondale e richiedono una forte filtrazione in quanto sono piuttosto sensibili alle condizioni dell'acqua. Molte specie sono state allevate in cattività, ed i maschi possono distinti dalla femmina grazie agli pterigopodi sulle pinne ventrali, simili come forma alle dita umane, presenti anche in altri Chondrichthyes.

## Specie
Ci sono attualmente più di 30 specie esistenti riconosciute (viventi) in questo genere:

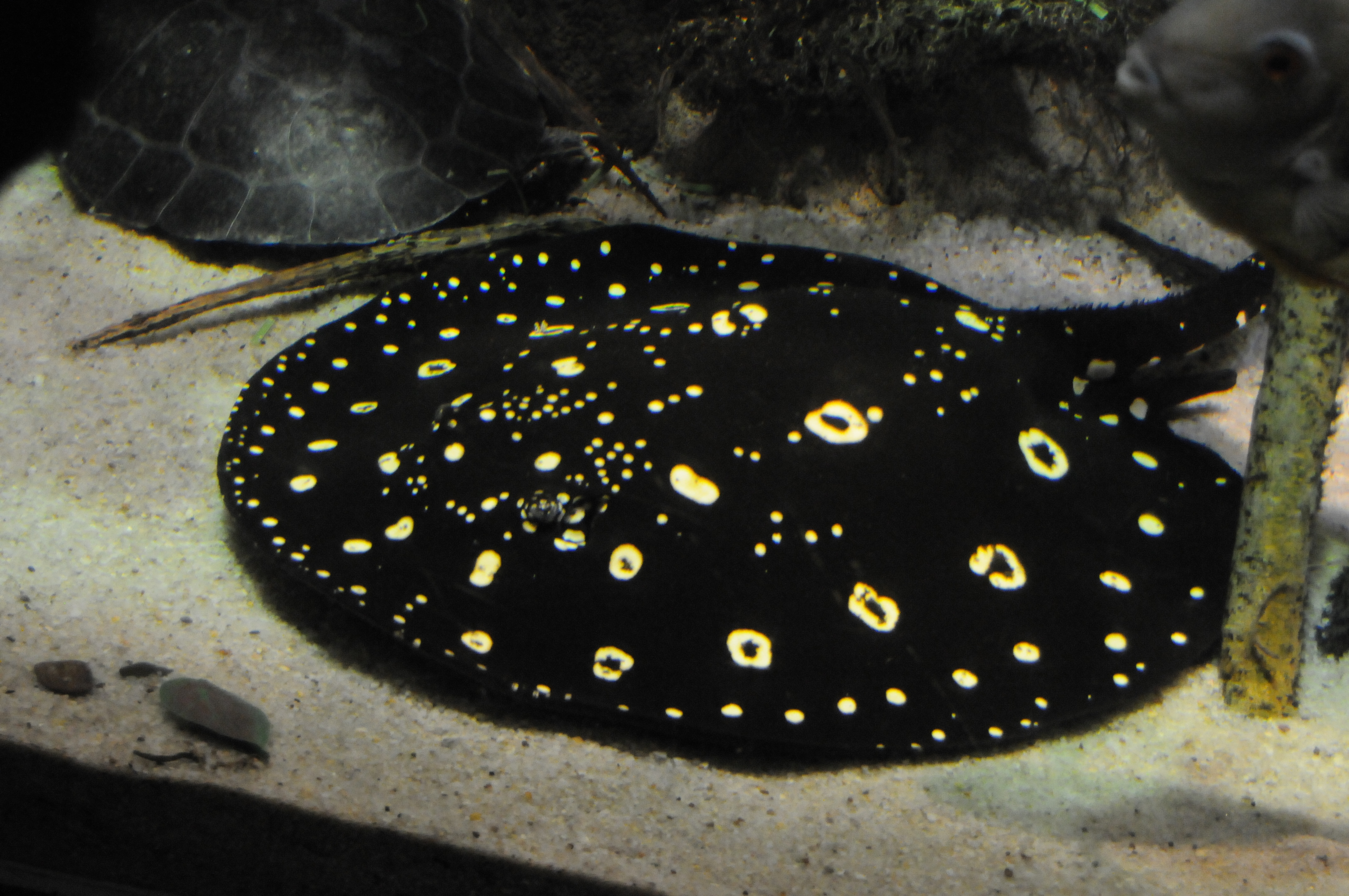
Potamotrygon henlei

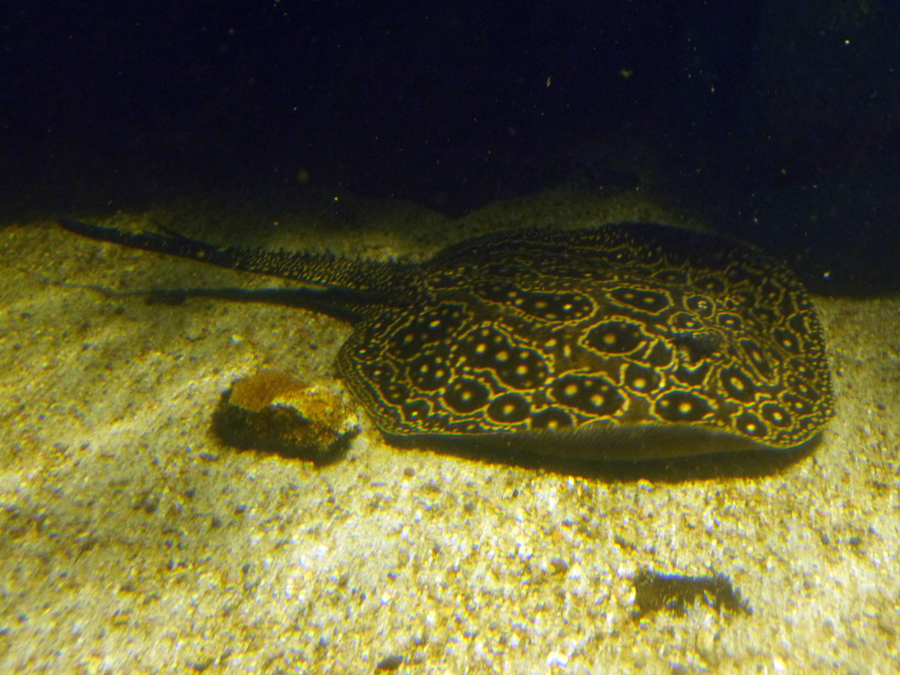
Potamotrygon jabuti

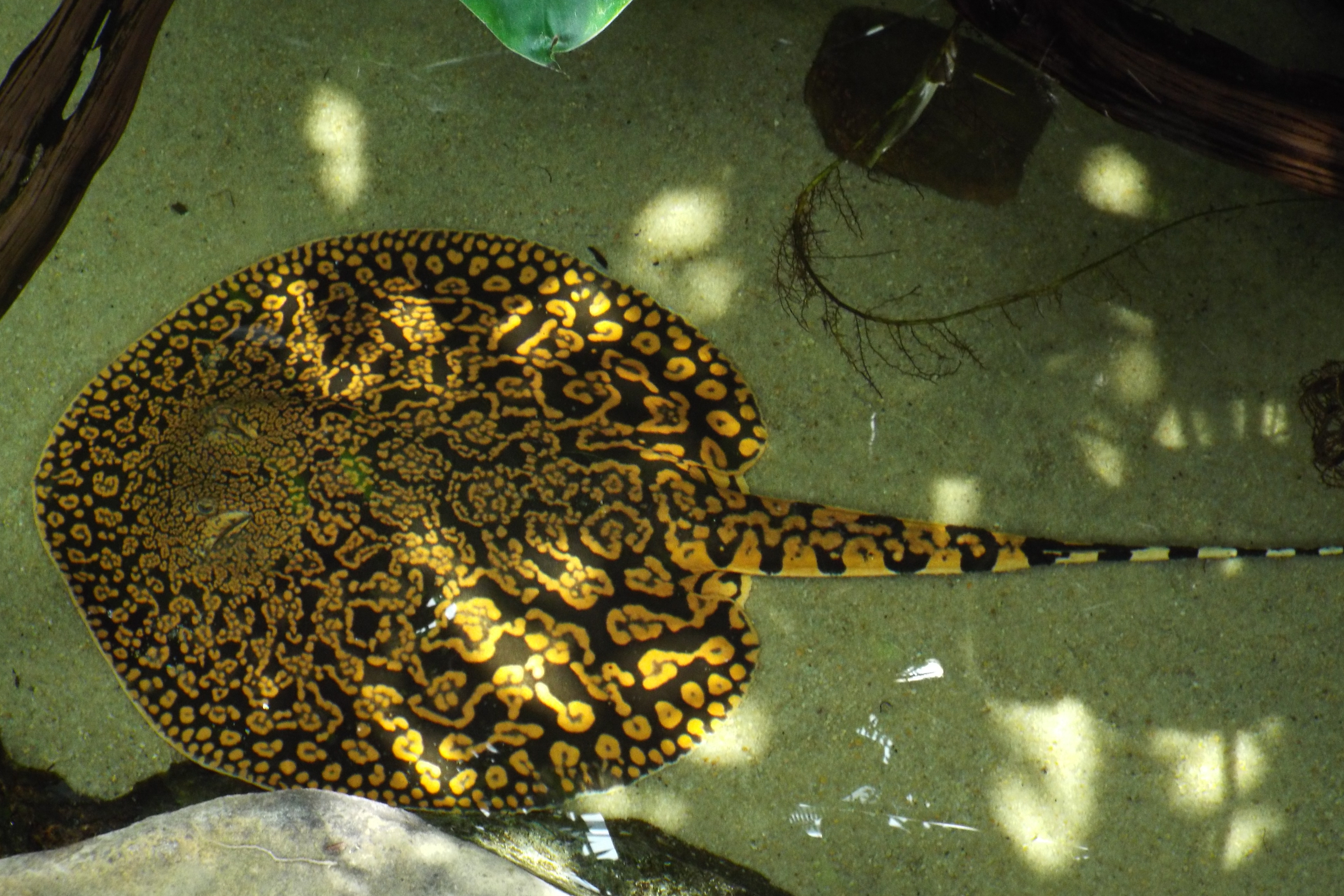
Potamotrygon tigrina

- Potamotrygon adamastor Fontenelle, J. P. & de Carvalho, M. R., 2017 - Trigone del fiume Branco[6]
- Potamotrygon albimaculata M. R. de Carvalho, 2016 - Trigone del fiume Itaituba o trigone del fiume Tapajós[7]
- Potamotrygon amandae Loboda & M. R. de Carvalho, 2013 - Trigone del fiume Amanda[8]
- Potamotrygon amazona Fontenelle, J. P. & de Carvalho, M. R., 2017 - Trigone roca amazzonica[6]
- Potamotrygon boesemani R. S. Rosa, M. R. de Carvalho & Wanderley, 2008 - Trigone del fiume Boeseman[9]
- Potamotrygon brachyura (Günther, 1880) - Trigone fluviale dalla coda corta
- Potamotrygon constellata (Vaillant, 1880) - Trigone fluviale spinosa
- Potamotrygon falkneri Castex & Maciel, 1963 - Trigone fluviale pezzato
- Potamotrygon garmani Fontenelle, J. P. & de Carvalho, M. R., 2017 - Trigone del fiume Garman[6]
- Potamotrygon henlei (Castelnau, 1855) - Trigone del fiume Tocantins
- Potamotrygon histrix (J. P. Müller & Henle, 1834) - Trigone fluviale riccio
- Potamotrygon humerosa Garman, 1913 - Trigone fluviale dorso-rugoso
- Potamotrygon jabuti M. R. de Carvalho, 2016 - Trigone fluviale perlato[7]
- Potamotrygon leopoldi Castex & Castello, 1970 - Trigone fluviale dalle macchie bianche
- Potamotrygon limai Fontenelle, J. P. C. B. Silva & M. R. de Carvalho, 2014 - Trigone del fiume Zé Lima[10]
- Potamotrygon magdalenae (A. H. A. Duméril, 1865) - Trigone fluviale di Magdalena
- Potamotrygon marinae Deynat, 2006 - Trigone fluviale di Marina
- Potamotrygon marquesi Silva & Loboda, 2019[11]
- Potamotrygon motoro (J. P. Müller & Henle, 1841) - Trigone fluviale ocellato
- Potamotrygon ocellata (Engelhardt, 1912) - Trigone fluviale dalle macchie rosse
- Potamotrygon orbignyi (Castelnau, 1855) - Trigone fluviale dal dorso liscio
- Potamotrygon pantanensis Loboda & M. R. de Carvalho, 2013 - Trigone fluviale del Pantanal[8]
- Potamotrygon rex M. R. de Carvalho, 2016 - Trigone fluviale maggiore[12]
- Potamotrygon schroederi Fernández-Yépez, 1958 - Trigone fluviale fiorito
- Potamotrygon schuhmacheri Castex, 1964 - Trigone fluviale di Parana
- Potamotrygon scobina Garman, 1913 - Trigone fluviale roca
- Potamotrygon signata Garman, 1913 - Trigone fluviale di Parnaiba
- Potamotrygon tatianae J. P. C. B. Silva & M. R. de Carvalho, 2011 - Trigone fluviale di Tatiana
- Potamotrygon tigrina M. R. de Carvalho, Sabaj Pérez & Lovejoy, 2011 - Trigone fluviale tigrato[13]
- Potamotrygon wallacei M. R. de Carvalho, R. S. Rosa & M. L. G. Araújo, 2016 - Trigone fluviale cururu[4]
- Potamotrygon yepezi Castex & Castello, 1970 Trigone fluviale di maracaibo

### Specie estinte (fossili)
Tre specie sono estinte e conosciute solo da resti fossili terziari:
- † Potamotrygon canaanorum
- † Potamotrygon contamanensis
- † Potamotrygon rajachloeae